# Chouzé-sur-Loire
Chouzé-sur-Loire – miejscowość i gmina we Francji, w Regionie Centralnym, w departamencie Indre i Loara.
Według danych na rok 1990 gminę zamieszkiwały 2124 osoby, a gęstość zaludnienia wynosiła 76 osób/km² (wśród 1842 gmin Regionu Centralnego Chouzé-sur-Loire plasuje się na 175. miejscu pod względem liczby ludności, natomiast pod względem powierzchni na miejscu 393.).